# Canton de Matoury
Canton de Matoury är ett arrondissement i Franska Guyana (Frankrike). Det ligger i den nordöstra delen av Franska Guyana, 9 km söder om huvudstaden Cayenne.